# Ron Kovic
Ronald Lawrence Kovic (4 de Julho de 1946), é um escritor e ativista político estadunidense, que ficou paraplégico após servir na Guerra do Vietnã. Ron é o autor do livro de memórias "Nascido em 4 de Julho", que conta sua história, de como ficou paraplégico após ser ferido em combate e como ele sofreu muito com tudo isso. O livro foi adaptado para o cinema, tendo também o título "Nascido em 4 de Julho". O filme foi dirigido por Oliver Stone, estrelando Tom Cruise como Ron Kovic. O filme recebeu dois prêmios Oscar, por melhor edição e melhor diretor. Juntamente com Oliver Stone, Ron ganhou o Globo de Ouro por melhor roteiro no ano de 1989.

## Biografia

### Início da vida
Kovic nasceu em Ladysmith, Wisconsin, e foi criado em Massapequa, New York, em uma família católica romana. Seu pai era croata, sua mãe irlandesa. Inspirado pelo discurso do presidente John F. Kennedy "Não pergunte o que seu país pode fazer por você, pergunte o que você pode fazer por seu país", ele se juntou a Marinha dos Estados Unidos após o ensino médio em setembro de 1964 e foi designado para o Corpo de Fuzileiros Navais na Carolina do Sul, durante doze semanas de treinamento intensivo como recruta. Ele foi agraciado com o posto de Primeira Classe de acampamento. Kovic foi então enviado para o Regimento de Infantaria de Formação em Camp Lejeune, Carolina do Norte, para treinamento de combate avançado. Ele voltou para casa para Massapequa em dezembro de 1964, apenas a tempo para o Natal. Depois de várias semanas, Kovic foi designado para o Quartel dos Fuzileiros Navais em Norfolk, Virgínia, onde ele freqüentou a escola de rádio e aprendeu habilidades de comunicação, incluindo o Código Internacional Morse.

### Serviço no Vietnã e lesão
Ele ofereceu-se para sua primeira turnê e foi implantado no Vietnã em dezembro de 1965, como membro do 3 º Batalhão, 7 Marines H & Company S. Em junho de 1966, ele se ofereceu para Primeiro Batalhão de Reconhecimento, onde participou em 22 patrulhas de reconhecimento de longo alcance em território inimigo. Ele voltou para casa em 15 de janeiro 1967, após uma turnê de 13 meses, e foi designado para a Ala 2 Aircraft Marinha em Cherry Point, Carolina do Norte. Vários meses depois, ele se ofereceu para voltar ao Vietnã pela segunda vez.
Ele é um fuzileiro condecorado, que serviu dois turnos de serviço na Guerra do Vietnã, onde foi premiado com a Estrela de Bronze com "V"  e o Coração Púrpura. Em outubro de 1967, Kovic acidentalmente atirou e matou um de seus fuzileiros navais, em quanto seu pelotão sofria uma emboscada. Em 20 de janeiro de 1968, enquanto liderava um ataque a uma aldeia ao norte do Rio Cua Viet na Zona Desmilitarizada, ele foi baleado. Ele foi baleado em primeiro lugar no pé direito, que apagou a parte traseira de seu calcanhar, então, novamente através do ombro direito, sofrendo um colapso pulmonar e uma lesão medular que o deixou paralisado do peito para baixo. O primeiro fuzileiro que tentou salvá-lo foi baleado no coração e morreu, em seguida, um fuzileiro naval realizava, segundo Kovic,um procedimento de segurança através do fogo inimigo pesado (Kovic ficou sabendo anos mais tarde que este segundo soldado, que o salvou, havia sido morto na guerra.). Ele então passou uma semana em uma enfermaria de cuidados intensivos em Da Nang. Devido a este fato, Kovic ficou paralisado da cintura para baixo, permanentemente. 

### Ativismo
Kovic se tornou um dos mais conhecidos ativistas pela paz entre os veteranos de guerra e foi preso por protesto político 12 vezes. Ele participou da sua primeira manifestação pela paz em maio de 1970, e deu seu primeiro discurso contra a guerra em Long Island, Nova York. Sua primeira prisão foi durante uma manifestação contra a guerra do Vietnã no condado de Orange, Califórnia, na primavera de 1971.Kovic dizia que, através do envio de jovens para o Vietnã, eles eram inadvertidamente, "condenando-os à morte", ou serem feridos e mutilados em uma guerra que ele tinha vindo a acreditar que era "imoral e sem sentido". Em uma nova introdução de seu livro, Born on the Fourth of July, escrito em março de 2005, Kovic declarou: "Eu queria que as pessoas entendessem. Eu queria compartilhar com eles abertamente e intimamente o que eu tinha sofrido. Eu queria que eles soubessem o que realmente significava estar em uma guerra, e ser baleado e ferido, saber o que é lutar pela vida em uma unidade de terapia intensiva. Eu queria que as pessoas soubessem mais sobre o estado dos hospitais em que eu passei, sobre por que eu tinha me tornado contra a guerra, por que eu tinha me tornado mais e mais comprometido com a paz e não  com a violência. Eu tinha sido espancado pela polícia e preso doze vezes por protestar contra a guerra e eu passei muitas noites na cadeia em minha cadeira de rodas. Fui chamado de comunista e traidor, simplesmente por tentar dizer a verdade sobre o que havia acontecido naquela guerra, mas mesmo assim, eu sempre me recusei a ser intimidado." 
Ron Kovic liderou diversos protestos ao longo da década de 1970, onde criticava os precários Hospitais destinados aos veteranos e as injustiças que a guerra causava nas vidas de milhares de jovens. No início de 1989, ele presenteou Tom Cruise com sua medalha de Estrela de Bronze, no último dia de filmagens do filme Nascido em 4 de Julho, explicando ao ator que ele estava lhe dando o presente pela sua atuação "corajosa dos verdadeiros horrores guerra ". A revista Time relatou que Oliver Stone disse: "Ele deu a Tom por bravura, por ter passado por essa experiência no inferno, tanto quanto qualquer outra pessoa pode, sem realmente ter estado lá."

## Legado
Hoje, Kovic é reconhecido internacionalmente por sua bravura, por conseguir, ao longo dos anos, superar a dor de perdas irreversíveis que a guerra lhe causou. Ron Kovic ainda atua como ativista político em favor da paz mundial.